# Apollo Computer
Apollo Computer, Inc. fue una empresa de computación fundada el 13 de febrero de 1980 por William Poduska, en Chelmsford, Massachusetts, Estados Unidos. Desarrolló y produjo las estaciones de trabajo conocidas como Apollo/Domain en la década de 1980. Junto con Symbolics y Sun Microsystems, Apollo fue uno de los primeros vendedores de estaciones de trabajo con entorno gráfico. 
En 1981, la compañía lanzó la estación de trabajo DN100, la cual utilizaba el microprocesador Motorola 68000. 
Las estaciones de trabajo Apollo corrían Aegis (luego renombrado Domain/OS),un sistema operativo Unix que cumplía el estándar POSIX.
Desde 1980 hasta 1987, Apollo fue el principal manufacturero de redes de estaciones de trabajo. En los finales de 1987, se posicionaba tercero en el mercado después de Digital Equipment Corporation y Sun Microsystems, pero muy cerca estaban Hewlett-Packard e IBM.
Los clientes más importantes de Apollo eran Mentor Graphics, General Motors, Ford, Chrysler, y Boeing.
Apollo fue adquirida por Hewlett-Packard (HP) en 1989 por una cifra de 476 millones de dólares de Estados Unidos, y fue gradualmente desmantelada entre los años 1990 y 1997. Después de adquirir Apollo Computer, HP integró la tecnología de Apollo en su serie de estaciones de trabajo y servidores HP 9000.